# Чемпионат Китая по международным шашкам среди мужчин
Чемпионат Китая по международным шашкам среди мужчин — ежегодный турнир по шашкам.

## Призёры
| Год   | 1           | 2           | 3            |
| ----- | ----------- | ----------- | ------------ |
| 2010  |             |             |              |
| 2011  | Чжан Цзоцзо | Цэ Чжэн     | Чжоу Вэй     |
| 2012  | Сюн Чжиюн   | Гао Вэньлун | Чжоу Вэй     |
| 2013  | Тянь Чэнчэн | Гао Вэньлун | Ли Чжэнью    |
| 2014  | Чжоу Вэй    | Тянь Чэнчэн | Гао Вэньлун  |
| 2015  | Гао Вэньлун | Ли Чжэнью   | Сюн Чжиюн    |
| 2016  | Ван Чэнфань | Пань Имин   | Ван Вэньсун  |
| 2017  | Сюн Чжиюн   | Гао Вэньлун | Пань Имин    |
| 2018  | Пань Имин   | Гао Вэньлун | Цзэн Цяньжан |
| 2019  | Чжоу Вэй    | Ли Чжэнью   | Пань Имин    |
| 2020* |             |             |              |
| 2021* | Пань Имин   | Тянь Чэнчэн | Сюн Чжиюн    |
| 2022  | Ван Чэнфань | Чжоу Вэй    | Пань Имин    |
| 2023  | Пань Имин   | Чжоу Вэй    | Чжоу Дэбан   |
| 2024  | Пань Имин   | Ван Чэнфань | Чэнь Шаомакэ |

* проводились в онлайн режиме